# Universitat de Carolina del Sud
La Universitat de Carolina del Sud (anglès: University of South Carolina, també referida com USC, UofSC, SC, South Carolina o simplement Carolina) és una universitat pública de recerca amb seu a Columbia, Carolina del Sud, Estats Units, fundada el 1801 i amb set campus satèl·lit. El seu campus cobreix més de 359 acres (145 ha) al centre de Columbia. Les seves llicenciatures i postgraus en programes comercials internacionals s'han classificat entre els tres primers programes del país des de fa més d'una dècada.
També alberga la major col·lecció de Robert Burns i materials de la literatura escocesa fora d'Escòcia, així com la major col·lecció Ernest Hemingway al món.